# Korveta

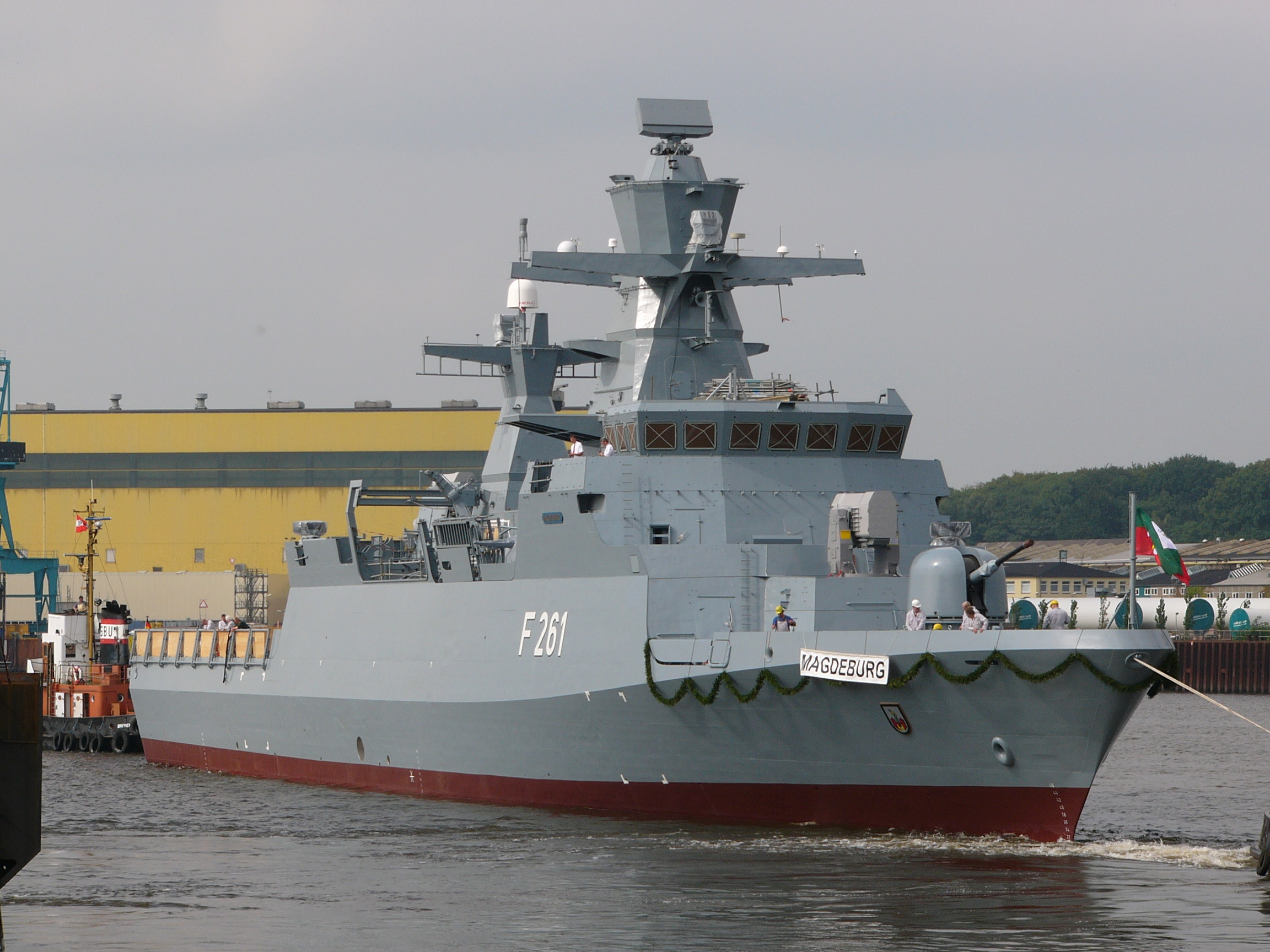
Německá korveta třídy Braunschweig

Korveta je rychlá, obratná a malá válečná loď s relativně silnou výzbrojí, která je obvykle dlouhá 50 až 95 metrů a má výtlak v rozmezí od 500 do 2 000 tun.
Ačkoliv je hlavním úkolem většiny korvet boj s hladinovými plavidly protivníka, mají na rozdíl od raketových člunů k dispozici také protivzdušnou a protiponorkovou výzbroj. Moderní korvety také často disponují přistávací plochou pro vrtulník.

## Klasifikace

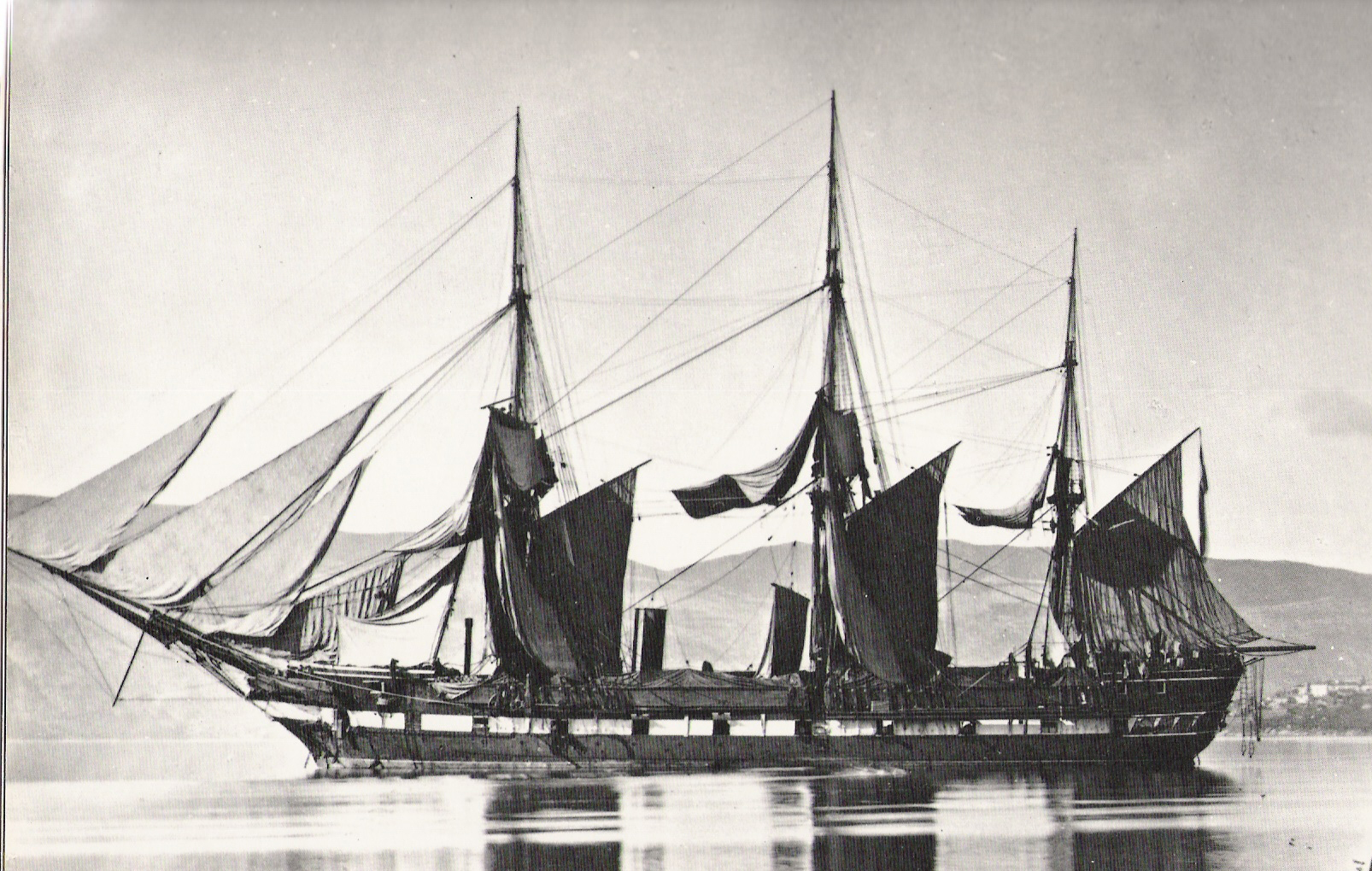
Rakousko-uherská korveta SMS Erzherzog Friedrich

Korvety mohou samostatně působit na otevřeném moři delší dobu než raketový člun (obvykle 10 až 16 dnů) a mají také rozmanitější výzbroj i vybavení (zejména pro průzkum). Vůči mnohem větším fregatám a torpédoborcům však pochopitelně mají omezenou dobu působení na otevřeném moři, jasně horší schopnosti operovat na rozbouřeném moři, méně dokonalé systémy velení a jejich výzbroj i prostředky průzkumu pokryjí menší oblast.

### Terminologie
Pojem korveta není jednoznačný. Některé menší korvety bývají často označovány za raketové čluny a některé korvety větších rozměrů bývají řazeny k fregatám. Kromě toho se někdy jako korvety označují velké hlídkové lodě (OPV – offshore patrol vessel), které sice mají dost podobnou velikost, ale mnohem horší výzbroj i vybavení. Další problém představují námořnictva některých zemí, která programově řadí své korvety do jiné kategorie válečných lodí. Typickým příkladem je ruské vojenské námořnictvo, které má ve výzbroji mnoho korvet (např. korvety projektů 1241 a 1234 – v kódu NATO Tarantul a Nanuchka), ale samotný termín „korveta“ prostě nepoužívá (místo něj používá termíny raketnyj katěr či malyj raketnyj korabl).

## Historie

### Korveta za druhé světové války

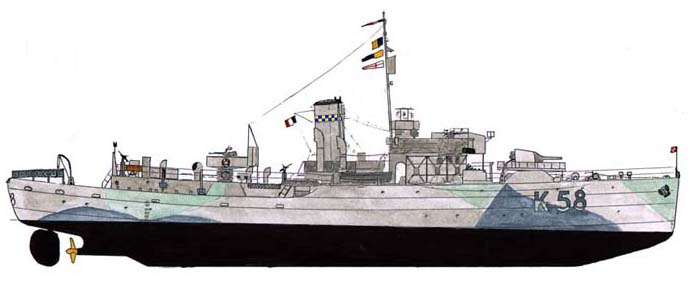
Korveta Aconit třídy Flower

Během druhé světové války velice rychle vyvstal britskému námořnictvu problém ponorkového nebezpečí, který musel být nějak řešen. Jedním z řešení byl program výstavby korvet třídy Flower (jednotky pojmenovávané podle květin) v letech 1939–1940. Hlavním úkolem korvet tedy byla eskorta konvojů a protiponorkový boj. Jednoduchá konstrukce trupu, převzatá z rybářských lodí, umožnila stavět tyto relativně malé a pomalé (maximální rychlost 16 uzlů – na pronásledování ponorek to ale stačilo) korvety ve velkém počtu. Postaveno bylo 225 jednotek, čímž se třída Flower stala nejpočetnější třídou válečných plavidel všech dob. Na korvety třídy Flower pak navázaly korvety třídy Castle (jednotky pojmenovávané podle hradů, postaveno 72 jednotek), stavěné od roku 1943.
Mnoho korvet obou tříd bylo po válce odprodáno do dalších zemí (např. Chile, Řecko nebo Indie).

### Rozšíření a export
Vojenské námořnictvo USA ve výzbroji korvety nemá a ani je nehodlá zavést, protože disponuje velkým množstvím větších plavidel. Některé americké loděnice však stavěly korvety pro čistě exportní účely. Významným výrobcem moderních korvet je také Velká Británie. Ačkoliv britské královské námořnictvo nemá korvety momentálně ve výzbroji, řada korvet byla opět postavena pro exportní účely.